# August Neo
August Neo   (Vihterpalu Rural Municipality, 12 de febrer de 1908 - Aarhus, 19 d'agost de 1982) va ser un lluitador estonià que va compaginar la lluita lliure i la lluita grecoromana durant la dècada de 1930.
El 1936 va prendre part en els Jocs Olímpics d'Estiu de Berlín, on va disputar dues proves del programa de lluita, una de lluita lliure i una altra de lluita grecoromana. Guanyà la medalla de plata en la competició del pes semipesant de lluita lliure i la de bronze en el mateix pes de lluita grecoromana. La Gran Depressió va fer que no pogués participar en els Jocs Olímpics de 1932 perquè Estònia no hi envià cap equip. En el seu palmarès també destaquen cinc medalles al Campionat d'Europa de lluita, una en estil lliure i quatre en estil greco-romà, entre 1934 i 1939. A nivell nacional va guanyar 12 títols estonians en ambdós tipus d'estils.
Durant la Segona Guerra Mundial es va retirar de la lluita i va emigrar a Suècia, on va fundar una petita empresa de transports i va treballar com a camioner. Morí el 1982 a Dinamarca, de camí entre Alemanya i Suècia. Inicialment fou enterrat a Estocolm, però el 1998 el seu cos fou traslladat al cementiri de Metsakalmistu, Tallinn.